# Průmyslová zóna na Rychnovsku
Průmyslová zóna na Rychnovsku leží severně od okresního města Rychnova nad Kněžnou. Sídlí tu závod Škoda Auto Kvasiny a jeho dodavatelské firmy. V celé zóně pracuje více než 12 000 lidí. Rozsahem zasahuje do katastrů měst Rychnova nad Kněžnou a Solnice a obce Kvasiny. V okrese Rychnov nad Kněžnou je dlouhodobě nejnižší nezaměstnanost v rámci celé České republiky (okolo 1,1 %). 

## Škoda Auto Kvasiny

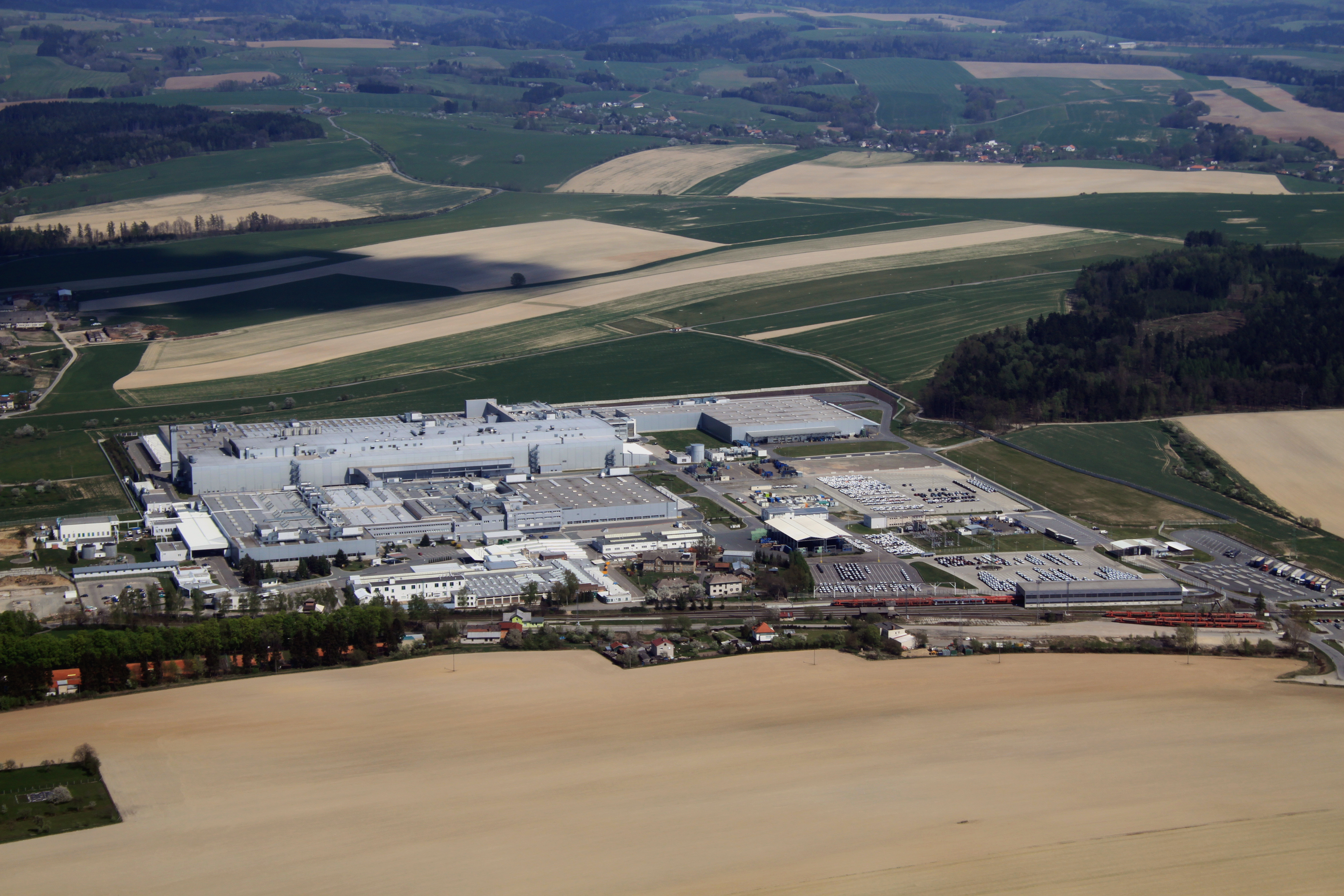
Škoda Auto Kvasiny

Závod byl založen v roce 1934. Nachází se na katastru obce Kvasiny. Od roku 2015 došlo ke značnému rozvoji závodu, zvýšení výrobní produkce a vytvoření až 3 000 nových pracovních míst. Škoda Auto je největším zaměstnavatelem v Královéhradeckém kraji. V roce 2017 pracovalo v kvasinském závodě pracovalo okolo 8 500 zaměstnanců. Dnes se v závodě vyrábějí modely Superb, Kodiaq, Karoq a SEAT Ateca.